# Last Duel: Inter Planet War 2012
Last Duel: Inter Planet War 2012 est un jeu vidéo de shoot 'em up développé et édité par Capcom en juillet 1988 sur système d'arcade 68000 Based, puis porté en 1988 et 1989 sur Amiga, Amstrad CPC, Atari ST, Commodore 64, ZX Spectrum et en 2006 sur PlayStation 2, Xbox et PlayStation Portable,.

## Portages
- Commodore 64 1988
- Atari ST : 1988
- Amiga : 1989 (La version Amiga est un portage de la version atari ST, car c'était la politique interne de USGOLD à l'époque).
- ZX Spectrum : 1989
- Amstrad CPC : 1989
- PlayStation 2 : 2006, Capcom Classics Collection Volume 2
- Xbox : 2006, Capcom Classics Collection Volume 2
- PlayStation Portable : 2006, Capcom Classics Collection Remixed